# Serdiuk

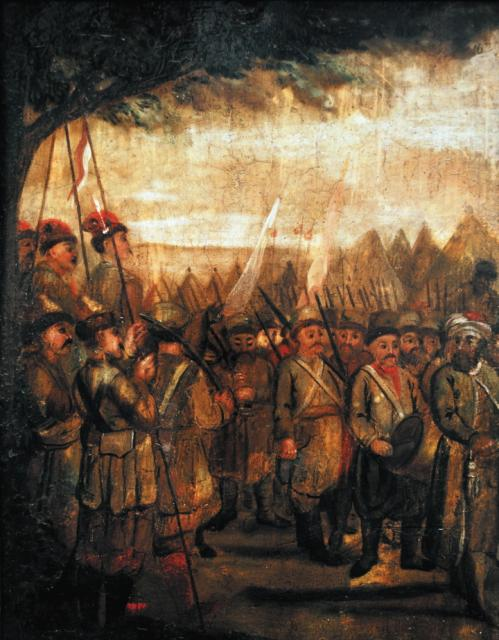
Serdiucy w II połowie XVII wieku)

Serdiuk – żołnierz najemnych pułków piechoty, zorganizowanych przez hetmana Petra Doroszenkę w II połowie XVII wieku na Ukrainie Prawobrzeżnej, a później również na lewobrzeżnej. Stanowili oni osobistą gwardię hetmańską.
Nabór do gwardii prowadzono głównie wśród Serbów i Wołochów. Powody były polityczne – chciano zabezpieczyć się przed buntami wojska oraz przechodzeniem gwardii do partii promoskiewskich czy propolskich przywódców.
Czasem, z braku ochotników zagranicznych, do gwardii przyjmowano Kozaków, głównie z Zaporoża i Hetmanatu.
Zwykle pułk serdiuków liczył 400–500 żołnierzy. Pełnili służbę na granicach i wewnątrz kraju, ochraniając rezydencję hetmana. Pułki serdiuckie zostały zlikwidowane ukazem cara w 1726.